# Боганс, Кит
Кит Рамон Бо́ганс (англ. Keith Ramon Bogans; родился 12 мая 1980 года в Вашингтоне, Округ Колумбия, США) — американский профессиональный баскетболист, выступавший в Национальной баскетбольной ассоциации.

## Биография
Боганс родился в Вашингтоне и посещал Католическую школу Димата, в последний год обучения он был выбран в первую команды школьников США. Затем Боганс поступил в Университет Кентукки и являлся игроком стартовой пятёрки «Кентукки Уайлдкэтс» на протяжении четырёх лет.

### НБА
Боганс выставил свою кандидатуру на драфт НБА 2003 года и был выбран во втором раунде под общим 43-м номером командой «Милуоки Бакс», но в тот же день был обменян в «Орландо Мэджик». Кит выходил в стартовой пятёрке команды примерно в половине матчей в которых он принимал участие и набирал 6,8 очка, 4,3 подбора и 2,9 передачи в среднем за матч.
1 ноября 2004 года «Мэджик» обменяли Боганса на Брэндана Хантера в «Шарлотт Бобкэтс». Кит продолжил прогрессировать в сезоне 2004/05 годов, набирая по 9,6 очка в среднем за игру.
В середине сезона 2005/06 годов Боганса обменяли в «Хьюстон Рокетс» на Лонни Бакстера. В новой команде Кит воссоединился со своими старыми партнёрами по выступлениям за «Кентукки» Чаком Хейзом и Джеральдом Фитчем. По окончании сезона «Рокетс» отказались подписывать с Богансом новый контракт и он на правах свободного агента вернулся в «Орландо Мэджик». В начале сезона 2008/09 годов Боганс сломал палец на небросковой руке.
5 февраля 2009 года Боганса обменяли в «Милуоки Бакс» на защитника Тайрона Лью. В сентябре 2009 года Кит подписал контракт с «Сан-Антонио Спёрс». Боганс набрал 17 очков в игре против «Миннесоты Тимбервулвз», что стало его лучшим результатом в сезоне 2009/10 годов.
11 августа 2010 года Боганс подписал контракт с «Чикаго Буллс». По ходу сезона 2010/11 годов Кит являлся основным игроком команды и набирал 4,4 очка, 1,8 подбора и 1,2 передачи в среднем за матч. Несмотря на упавшую статистику главный тренер команды Том Тибодо хвалил Кита за надёжную игру в защите, а сам Боганс объяснял свои результаты тем, что в команде играю первоклассные игроки (Деррик Роуз, Луол Денг, Карлос Бузер) и ему просто достаётся мало бросков. 15 марта 2011 Кит набрал 17 очков в игре против Вашингтон Уизардс, что стало для него лучшим результатом в сезоне 2010/11 годов. В декабре 2011 года «Буллс» исключили Боганса из команды.
1 февраля 2012 года Боганс подписал контракт с «Нью-Джерси Нетс», в том же месяце Кит получил травму и команда исключила его, он провёл за клуб всего 5 матчей. Летом, перед сезоном 2012/13 годов, «Нетс» вновь подписали контракт с Богансом.

## Статистика

### Статистика в НБА
| Сезон                                                                                    | Команда     | Регулярный сезон | Регулярный сезон | Регулярный сезон | Регулярный сезон | Регулярный сезон | Регулярный сезон | Регулярный сезон | Регулярный сезон | Регулярный сезон | Регулярный сезон | Регулярный сезон | Серия плей-офф | Серия плей-офф | Серия плей-офф | Серия плей-офф | Серия плей-офф | Серия плей-офф | Серия плей-офф | Серия плей-офф | Серия плей-офф | Серия плей-офф | Серия плей-офф |
| Сезон                                                                                    | Команда     | GP               | GS               | MPG              | FG%              | 3P%              | FT%              | RPG              | APG              | SPG              | BPG              | PPG              | GP             | GS             | MPG            | FG%            | 3P%            | FT%            | RPG            | APG            | SPG            | BPG            | PPG            |
| ---------------------------------------------------------------------------------------- | ----------- | ---------------- | ---------------- | ---------------- | ---------------- | ---------------- | ---------------- | ---------------- | ---------------- | ---------------- | ---------------- | ---------------- | -------------- | -------------- | -------------- | -------------- | -------------- | -------------- | -------------- | -------------- | -------------- | -------------- | -------------- |
| 2003/04                                                                                  | Орландо     | 73               | 36               | 24,5             | 40,3             | 35,8             | 63,1             | 4,3              | 1,3              | 0,6              | 0,1              | 6,8              | Не участвовал  | Не участвовал  | Не участвовал  | Не участвовал  | Не участвовал  | Не участвовал  | Не участвовал  | Не участвовал  | Не участвовал  | Не участвовал  | Не участвовал  |
| 2004/05                                                                                  | Шарлотт     | 74               | 42               | 24,2             | 38,1             | 32,9             | 72,7             | 3,1              | 1,8              | 0,9              | 0,1              | 9,6              | Не участвовал  | Не участвовал  | Не участвовал  | Не участвовал  | Не участвовал  | Не участвовал  | Не участвовал  | Не участвовал  | Не участвовал  | Не участвовал  | Не участвовал  |
| 2005/06                                                                                  | Шарлотт     | 39               | 9                | 21,7             | 39,6             | 33,7             | 76,2             | 2,7              | 1,2              | 1,0              | 0,1              | 8,7              | Не участвовал  | Не участвовал  | Не участвовал  | Не участвовал  | Не участвовал  | Не участвовал  | Не участвовал  | Не участвовал  | Не участвовал  | Не участвовал  | Не участвовал  |
| 2005/06                                                                                  | Хьюстон     | 33               | 22               | 32,3             | 39,5             | 31,4             | 58,0             | 4,5              | 2,5              | 1,0              | 0,2              | 8,5              | Не участвовал  | Не участвовал  | Не участвовал  | Не участвовал  | Не участвовал  | Не участвовал  | Не участвовал  | Не участвовал  | Не участвовал  | Не участвовал  | Не участвовал  |
| 2006/07                                                                                  | Орландо     | 59               | 18               | 16,8             | 40,4             | 38,7             | 74,6             | 1,6              | 1,0              | 0,5              | 0,0              | 5,1              | Не участвовал  | Не участвовал  | Не участвовал  | Не участвовал  | Не участвовал  | Не участвовал  | Не участвовал  | Не участвовал  | Не участвовал  | Не участвовал  | Не участвовал  |
| 2007/08                                                                                  | Орландо     | 82               | 35               | 26,8             | 41,0             | 36,2             | 73,6             | 3,2              | 1,3              | 0,7              | 0,1              | 8,7              | 10             | 0              | 29,3           | 36,8           | 33,3           | 72,7           | 4,2            | 1,1            | 0,4            | 0,0            | 7,3            |
| 2008/09                                                                                  | Орландо     | 36               | 15               | 21,9             | 36,0             | 33,3             | 87,5             | 3,1              | 0,9              | 0,6              | 0,1              | 5,3              | Не участвовал  | Не участвовал  | Не участвовал  | Не участвовал  | Не участвовал  | Не участвовал  | Не участвовал  | Не участвовал  | Не участвовал  | Не участвовал  | Не участвовал  |
| 2008/09                                                                                  | Милуоки     | 29               | 0                | 16,7             | 37,6             | 34,8             | 93,9             | 3,1              | 1,1              | 0,7              | 0,1              | 6,0              | Не участвовал  | Не участвовал  | Не участвовал  | Не участвовал  | Не участвовал  | Не участвовал  | Не участвовал  | Не участвовал  | Не участвовал  | Не участвовал  | Не участвовал  |
| 2009/10                                                                                  | Сан-Антонио | 79               | 50               | 19,7             | 40,3             | 35,7             | 74,0             | 2,2              | 1,2              | 0,6              | 0,2              | 4,4              | 8              | 0              | 6,9            | 20,0           | 16,7           | -              | 0,8            | 0,3            | 0,3            | 0,1            | 0,6            |
| 2010/11                                                                                  | Чикаго      | 82               | 82               | 17,8             | 40,4             | 38,0             | 65,6             | 1,8              | 1,2              | 0,5              | 0,1              | 4,4              | 16             | 16             | 19,2           | 40,6           | 42,4           | 25,0           | 1,3            | 0,8            | 0,6            | 0,2            | 5,1            |
| 2011/12                                                                                  | Нью-Джерси  | 5                | 1                | 18,7             | 38,1             | 25,0             | 40,0             | 2,2              | 0,6              | 0,4              | 0,0              | 4,2              | Не участвовал  | Не участвовал  | Не участвовал  | Не участвовал  | Не участвовал  | Не участвовал  | Не участвовал  | Не участвовал  | Не участвовал  | Не участвовал  | Не участвовал  |
| 2012/13                                                                                  | Бруклин     | 74               | 23               | 19,0             | 38,0             | 34,3             | 64,7             | 1,6              | 1,0              | 0,4              | 0,1              | 4,2              | 2              | 0              | 11,4           | 0,0            | 0,0            | -              | 1,0            | 1,0            | 0,0            | 0,0            | 0,0            |
| 2013/14                                                                                  | Бостон      | 6                | 0                | 9,2              | 50,0             | 50,0             | 100,0            | 0,5              | 0,5              | 0,2              | 0,0              | 2,0              | Не участвовал  | Не участвовал  | Не участвовал  | Не участвовал  | Не участвовал  | Не участвовал  | Не участвовал  | Не участвовал  | Не участвовал  | Не участвовал  | Не участвовал  |
|                                                                                          | Всего       | 671              | 333              | 21,7             | 39,4             | 35,3             | 71,6             | 2,7              | 1,3              | 0,6              | 0,1              | 6,3              | 36             | 16             | 18,8           | 37,2           | 36,9           | 60,0           | 1,9            | 0,8            | 0,4            | 0,1            | 4,4            |
| Наведите курсор мыши на аббревиатуры в заголовке таблицы, чтобы прочесть их расшифровку. |             |                  |                  |                  |                  |                  |                  |                  |                  |                  |                  |                  |                |                |                |                |                |                |                |                |                |                |                |

### Статистика в Д-Лиге
| Сезон                                                                                    | Команда         | Регулярный сезон | Регулярный сезон | Регулярный сезон | Регулярный сезон | Регулярный сезон | Регулярный сезон | Регулярный сезон | Регулярный сезон | Регулярный сезон | Регулярный сезон | Регулярный сезон | Серия плей-офф | Серия плей-офф | Серия плей-офф | Серия плей-офф | Серия плей-офф | Серия плей-офф | Серия плей-офф | Серия плей-офф | Серия плей-офф | Серия плей-офф | Серия плей-офф |
| Сезон                                                                                    | Команда         | GP               | GS               | MPG              | FG%              | 3P%              | FT%              | RPG              | APG              | SPG              | BPG              | PPG              | GP             | GS             | MPG            | FG%            | 3P%            | FT%            | RPG            | APG            | SPG            | BPG            | PPG            |
| ---------------------------------------------------------------------------------------- | --------------- | ---------------- | ---------------- | ---------------- | ---------------- | ---------------- | ---------------- | ---------------- | ---------------- | ---------------- | ---------------- | ---------------- | -------------- | -------------- | -------------- | -------------- | -------------- | -------------- | -------------- | -------------- | -------------- | -------------- | -------------- |
| 2015/16                                                                                  | Уэстчестер Никс | 7                | 0                | 15,1             | 25,0             | 28,6             | 50,0             | 2,4              | 0,3              | 0,4              | 0,0              | 1,3              | Не участвовал  | Не участвовал  | Не участвовал  | Не участвовал  | Не участвовал  | Не участвовал  | Не участвовал  | Не участвовал  | Не участвовал  | Не участвовал  | Не участвовал  |
|                                                                                          | Всего           | 7                | 0                | 15,1             | 25,0             | 28,6             | 50,0             | 2,4              | 0,3              | 0,4              | 0,0              | 1,3              | Не участвовал  | Не участвовал  | Не участвовал  | Не участвовал  | Не участвовал  | Не участвовал  | Не участвовал  | Не участвовал  | Не участвовал  | Не участвовал  | Не участвовал  |
| Наведите курсор мыши на аббревиатуры в заголовке таблицы, чтобы прочесть их расшифровку. |                 |                  |                  |                  |                  |                  |                  |                  |                  |                  |                  |                  |                |                |                |                |                |                |                |                |                |                |                |